# Борнем (бира)
 Тази статия е за белгийската абатска бира.  За селището вижте Борнем.  
„Борнем“ (на нидерландски: Bornem) е марка белгийска абатска бира, произведена и бутилирана в пивоварната „Brouwerij Van Steenberge“ в Ертфелде (Ertvelde), окръг Гент, провинция Източна Фландрия, Северна Белгия. „Борнем“ e една от белгийските марки бира, които имат правото да носят логото „Призната белгийска абатска бира“ (Erkend Belgisch Abdijbier), обозначаващо спазването на стандартите на „Съюза на белгийските пивовари“ (Unie van de Belgische Brouwers).

## История
Тази бира е свързана с абатство Борнем в гр.Борнем и носи логото „Призната белгийска абатска бира“ от 1999 г. насам. Първоначално се произвежда от 1957 г. от пивоварната „Brouwerij Beirens“. След фалита ѝ през 1971 г., по споразумение с абатството, производството се поема от пивоварната „Brouwerij Van Steenberge“. Първоначално се етикира с името „Sint-Bernard Abdijbier Bornem“, но за да се избегне объркване с марката „Синт Бернардус“, произвеждана от „St. Bernardus Brouwerij“ във Вату, марката се променя на „Борнем“.

## Марки бира
Търговският асортимент на пивоварната включва две бири с марката „Борнем“:
- Bornem Dubbel – силна тъмна бира с кафяво-махагонов цвят и с алкохолно съдържание 7,0 %.
- Bornem Tripel – силна амбър бира с алкохолно съдържание 9,0 %.